# Espúrio Vetúrio Crasso Cicurino
Espúrio Vetúrio Crasso Cicurino (em latim: Spurius Veturius Crassus Cicurinus) foi um político da gente Vetúria nos primeiros anos da República Romana eleito tribuno consular por duas vezes, em 417 a.C. É possível que ele seja filho de Tito Vetúrio Gêmino Cicurino, cônsul em 462 a.C. ou talvez de Tito Vetúrio Crasso Cicurino, membro do Primeiro Decenvirato em 451 a.C.. Era avô de Caio Vetúrio Crasso Cicurino, tribuno consular em 377 e 369 a.C., e de Lúcio Vetúrio Crasso Cicurino, tribuno consular em 368 e 367 a.C..

## Tribunato (417 a.C.)
Em 417 a.C., Agripa foi novamente eleito, desta vez com Agripa Menênio Lanato, Caio Servílio Áxila e Públio Lucrécio Tricipitino.

## Crítica histórica
Ao contrário de Diodoro Sículo, Lívio o chama de Espúrio Rutílio Crasso Spurius Rutilius Crassus, mas trata-se claramente de um erro, pois a gente Rutília era plebeia e não utilizava o cognome "Crasso". Além disso, é duvidoso que um plebeu tenha sido tribuno consular antes de 400 a.C. e nenhum membro da gente Rutília aparece nos Fastos Capitolinos nos dois séculos seguintes. Aparentemente Diodoro preservou a forma correta de seu nome e Lívio confundiu-se com cognome "Rutilo" de Espúrio Náucio Rutilo, tribuno consular do ano seguinte.